# Union pour la République (Togo)
De Union pour la République (Nederlands: Unie van de Republiek, UNIR) is de regerende politieke partij in Togo. De partij werd in 2012 opgericht door president Faure Gnassingbé en verving de Rassemblement du Peuple Togolais (RPT). Pogingen van de president om de UNIR te presenteren als een nieuwe, hervormingsgezinde partij, blijken tot nu toe niet erg overtuigend. De UNIR is feitelijk een voortzetting van de oude RPT.
De verkiezingen van 2013 en 2018 werden gewonnen door de UNIR. De partij veroverde respectievelijk 62 en 59 van de 91 zetels in de Nationale Vergadering. Bij de presidentsverkiezingen van 2015 en 2020 werd Ganssingbé als kandidaat van de UNIR herkozen als president.

## Verwijzingen
1. 1 2  Just Miett´e Likbi: Le ” RPT-UNIR ”, la renaissance d’un parti dominant au Togo ? (2020) (pdf)
2. ↑  A. Osei: Democracy in Africa: Togo at the crossroads? Personal power, term limits, and elite continuity 31 oktober 2018